# Heilig Hartkerk (Ploegstraat)
De Heilig Hartkerk is een voormalige rooms-katholieke kerk in Eindhoven. Het kerkgebouw is ontworpen door architecten Dom Paul Bellot en Hendrik Christiaan van de Leur, die eveneens de naastgelegen pastorie ontwierp.
Beide panden werden tussen 1929 en 1931 gebouwd, en zowel de kerk als de pastorie staan op de lijst van Nederlandse rijksmonumenten.

## Beschrijving
Zowel de kerk als de pastorie worden gekenmerkt door een expressionistische bouwstijl. De kerk kent een kruisvormige plattegrond, met aan de linker voorkant een tamelijk lage, vierkante toren en aan de rechterkant een hoge ronde toren met een tandwielvormige doorsnede. Deze toren is grotendeels identiek aan de toren van de Mariakerk in Waalwijk. Het onderste deel van de ronde toren is veelhoekig, en vormt het eerste van de in totaal drie geledingen waaruit de toren bestaat. De bovenste geleding bestaat uit galmgaten met daarboven een geprofileerde bakstenen lijst en een spits met smeedijzeren kruis. Het middelste en grootste deel van de toren wordt gekenmerkt door diepe inkepingen, die het geheel een tandwielvormig uiterlijk geven. Op het bovenste deel van deze tweede geleding bevinden zich vier wijzerplaten.
De beduidend lagere, vierkante toren aan de linkerkant is voorzien van een tentdak. De Mariakapel, een blokvormige uitbouw die zich tussen beide torens tegen de voorgevel bevindt en in 1953 werd toegevoegd, heeft een koperen schilddak en werd ontworpen door Jos. Bedaux. De kapel is aan de straatzijde voorzien van hoge glas-in-loodramen, en aan de zijkanten van hoge deuren.

## Kerksluiting
Wegens het besluit van het Bisdom 's-Hertogenbosch voor samenvoegen van de Eindhovense parochies is De Heilig Hartkerk op zondag 18 november 2012 aan de eredienst onttrokken.